# Fredrik, prins av Hessen-Kassel

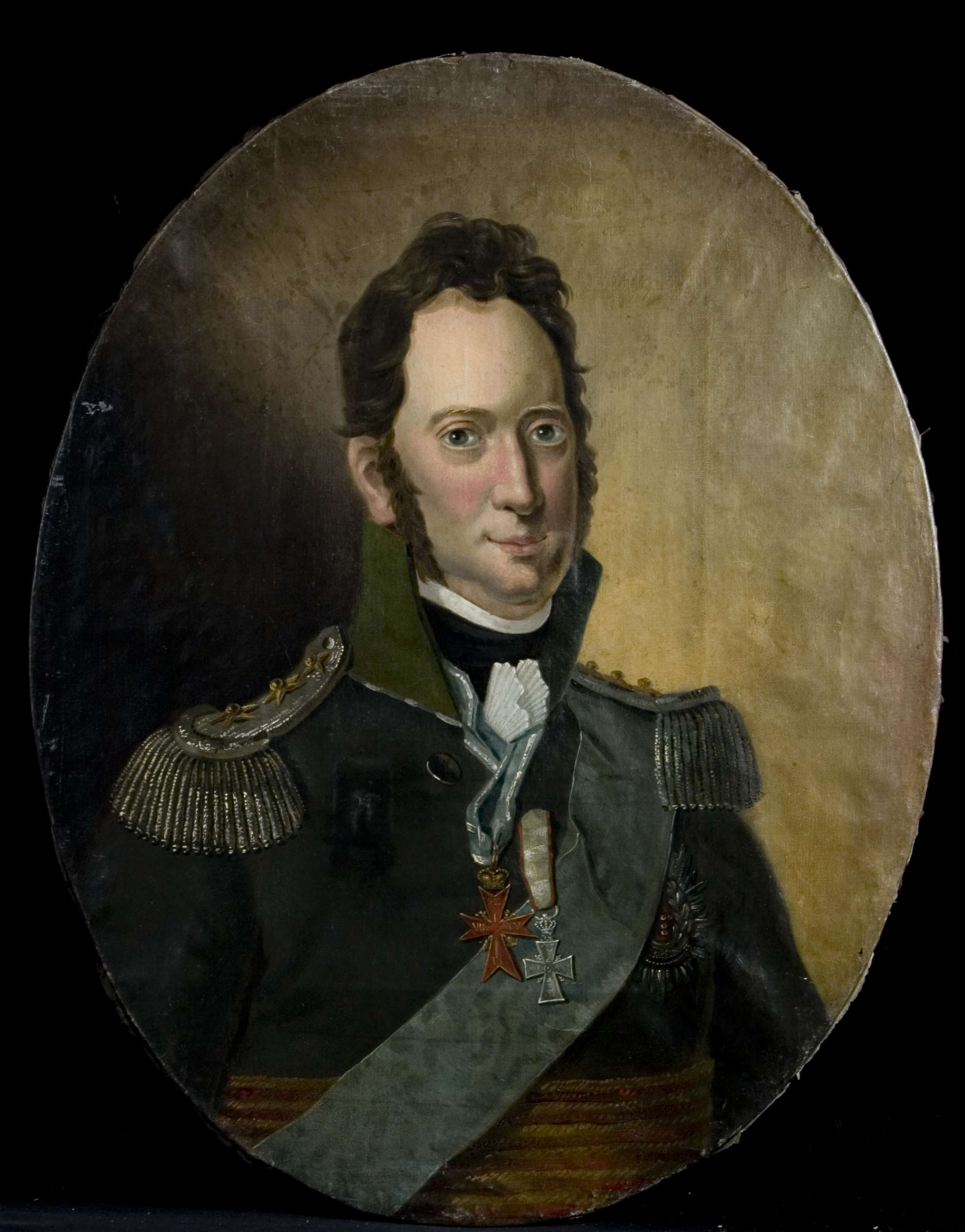
Prins Fredrik av Hessen-Kassel-Hanau (1771-1845).

Fredrik, prins av Hessen-Kassel-Hanau, född 24 maj 1771, död 24 februari 1845, var en dansk prins och general. Fredrik var son till  Karl II av Hessen-Kassel och Louise av Danmark. Han fick en son, Heinrich, med sin fru friherrinnan Klara von Brockdorf
Fredrik blev tidigt dansk officer, 1809 kommenderande general i Sydnorge och 1810 viceståthållare i Norge. Han var en synnerligen dugande både politiker och organisatör, och befordrades 1813 till Holstein som chef för den danska hjälpkåren mot Napoleon. Där höll Fredrik tappert fienden stången och vann under återtåget segern i slaget vid Sehested. 1814-15 förde han befälet över den danska ockupationsstyrkan i Frankrike, blev 1815 kommenderande general. Fredrik efterträdde 1836 sin far som ståthållare över Schleswig-Holstein, men nedlade 1842 sitt dubbla ämbete.